# Гайдуки (присілок)
Гайдуки (рос. Гайдуки) — присілок в Спас-Деменському районі Калузької області Російської Федерації.
Населення становить 18 осіб. Входить до складу муніципального утворення Присілок Стайки.

## Історія
Від 2004 року входить до складу муніципального утворення Присілок Стайки

## Населення
| 2002 | 2007 | 2010 |
| ---- | ---- | ---- |
| 25   | ↘15  | ↗18  |